# ألبرت بالين
ألبرت بالين (بالألمانية: Albert Ballin)‏ (15 أغسطس 1857 - 9 نوفمبر 1918) كان أحد أقطاب سوق الشحن الألماني، وكان المدير العام لشركة هامبورغ أمريكا لاين التي كانت في فترات مختلفة أكبر شركة شحن في العالم. يعرف بوالد السفن السياحية الحديثة كونه مخترع مفهوم السفينة السياحية.
في عام 1901، بنى بالين قاعات الهجرة في جزيرة فيديل في هامبورغ لاستيعاب آلاف الأشخاص من جميع أنحاء أوروبا الواصلين إلى ميناء هامبورغ في كل أسبوع للهجرة إلى شمال وجنوب أمريكا على متن سفن شركته. أصبحت الجزيرة الآن متحف يسمى BallinStadt. في عام 1913 م، امتلكت شركة هامبورغ أمريكا لاين ثلاثة من أكبر شركات الرحلات البحرية في العالم ولكن تم الاستيلاء عليها كلها كجزء من تعويضات الحرب. في مواجهة فقدان سفن شركته بعد الحرب العالمية الأولى، انتحر بالين في هامبورج عام 1918 قبل يومين من نهاية الحرب العالمية الأولى.ref>Elon, Amos, The Pity of it All, 2002, pg 342-342. (ردمك 0805059644)</ref> مرة أخرى، أدت الحرب العالمية الثانية إلى خسارة الشركة للسفن التي تعبر المحيط وخسرت موقعها في السوق العالمية.